# Chapelle-Viviers
Chapelle-Viviers ist eine französische Gemeinde mit 564 Einwohnern (Stand: 1. Januar 2022) im Département Vienne in der Region Nouvelle-Aquitaine. Sie gehört zum Arrondissement Montmorillon und zum Kanton Chauvigny.

## Geographie
Chapelle-Viviers liegt etwa 27 Kilometer ostsüdöstlich von Poitiers. Umgeben wird Chapelle-Viviers von den Nachbargemeinden Chauvigny im Norden und Nordwesten, Leignes-sur-Fontaine im Norden und Nordosten, Pindray im Osten, Sillars im Süden und Südosten, Civaux im Südwesten sowie Valdivienne im Westen. An der nordöstlichen Gemeindegrenze verläuft das Flüsschen Servon, das zur Vienne entwässert.

## Bevölkerungsentwicklung
| Jahr                      | 1962 | 1968 | 1975 | 1982 | 1990 | 1999 | 2006 | 2013 |
| Einwohner                 | 473  | 463  | 399  | 400  | 409  | 408  | 436  | 507  |
| Quelle: Cassini und INSEE |      |      |      |      |      |      |      |      |

## Sehenswürdigkeiten
Siehe auch: Liste der Monuments historiques in Chapelle-Viviers
- Kirche Saint-Étienne
- Haus La Baudinière, seit 1987 Monument historique